# Björksjön (Torups socken, Halland)
Björksjön är en sjö i Hylte kommun i Halland och ingår i Nissans huvudavrinningsområde.